# Zviad Endeladze
Zviad Endeladze (Adigeni,  1966. április 7. –) aranycipős, grúz labdarúgó.